# 乌拉绣线菊
乌拉绣线菊（学名：Spiraea uratensis）为蔷薇科绣线菊属下的一个种。